# Espoon Jääklubi
Espoon Jääklubi (w skrócie EJK) – fiński klub hokeja na lodzie z siedzibą w Espoo.
Klub powstał w 1978 w miejsce Matinkylän Mahti

## Zawodnicy
Wychowankami klubu zostali: Jere Lehtinen, Arto Laatikainen, Joni Tuominen, Mikko Lehtonen.